# Große Synagoge (Brünn)

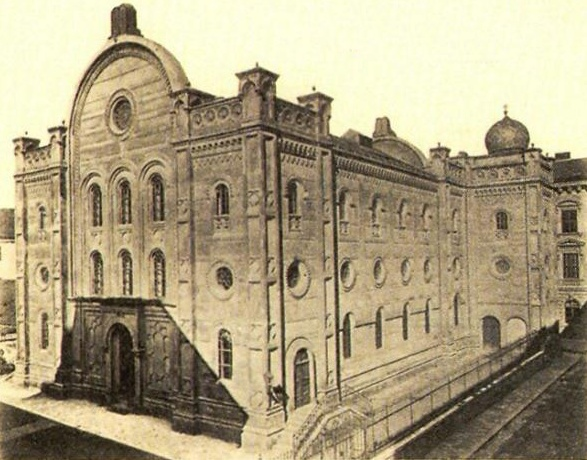
Große Synagoge in Brünn. Circa 1900

Die Große Synagoge in Brünn (tschechisch Brno), der zweitgrößten Stadt Tschechiens und Verwaltungssitz des Südmährischen Region, wurde von 1853 bis 1855 errichtet und im März 1939 niedergebrannt.

## Geschichte
Juden durften seit 1454 nicht in Brünn leben. Dies wurde ihnen erst nach der Revolution von 1848 wieder erlaubt. Da die Errichtung einer Synagoge direkt in der Stadt nicht genehmigt wurde, wurde diese in der Vorstadt Kleine Kröna gebaut. Die Planung wurde durch die Wiener Architekten Johann Julius Romano von Ringe und August Schwendenwein von Lanauberg durchgeführt und die Bauarbeiten wurden 1853 begonnen. Am 17. September 1855 war die feierliche Eröffnung.
1886 wurde das Gebäude noch einmal um 33 × 7 m nach Osten hin erweitert. Der neue Teil war damit breiter und ragte über die bisherige Wandfläche hinaus.
Nach der Zerschlagung der Tschechoslowakei am 15. März 1939 wurde die Synagoge in der Nacht vom 16. auf den 17. März kurz vor der Ankunft von Adolf Hitler in der Stadt von örtlichen Nationalsozialisten niedergebrannt.
Heute ist an der Stelle, wo die Synagoge stand, ein leerer Platz.

## Architektur
Das Gebäude war (bis zur Erweiterung 1886) 27 × 22 m groß und erstreckte sich über drei Stockwerke. Die Frauengalerien sowie eine Orgel befanden sich dabei in den oberen Etagen. Der Eingang war auf der Westseite. Durch das Vestibül gelangte man in den Hauptsaal, den Gebetsraum der Männer. Die Treppenaufgänge zu den oberen Galerien flankierten das Vestibül.
Die Fassade hatte wenig Ornament und war diesbezüglich recht schlicht gehalten. Wie auf Bildern zu sehen ist, waren die Stockwerke von außen durch die Fensterreihen erkennbar; oben und unten befanden sich Rundbogenfenster und in der Mitte völlig runde Fenster. Markant war der Giebel in Form eines halbrunden Bogens, der von den Gesetzestafeln gekrönt war.